# سمعة

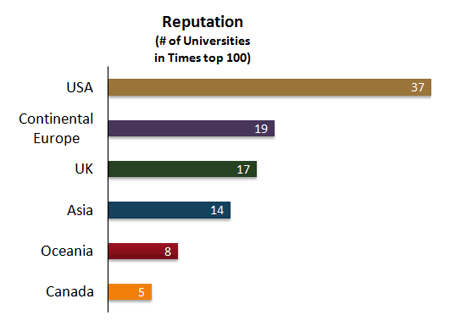

السمعة هي الانطباع العام عن الشخص، في نظر الآخرين، وهو الجزء المألوف أكثر من الصورة. السمعة مستمدة مباشرة من سلوك الشخص ويتم تصويرها في خطوط عامة وموجزة - المحسن له سمعة في الأعمال الخيرية، المسيء لديه سمعة في الأعمال السيئة. السمعة ليست بالضرورة انعكاسًا حقيقيًا للواقع، ويمكنها أيضًا الاعتماد على الشائعات والقيل والقال.
يمكن أن تنسب السمعة إما إلى شركة تجارية أو إلى جمهور محدد، إلى دولة، أو إلى ظواهر، والتي خلقت جميعها سمعة لأنشطتها. تُعامل السمعة عادةً على أنها شيء إيجابي، ما لم يُذكر خلاف ذلك. من الصعب بناء سمعة جيدة، ولكن من السهل خسارتها، وفقًا لبنجامين فرانكلين: «هناك حاجة إلى العديد من الأعمال الصالحة لكسب سمعة جيدة، لكن فعلًا سيئًا واحدًا يكفي لفقدانها».